# Digimon Adventure: Last Evolution Kizuna
Digimon Adventure: Last Evolution Kizuna (デジモンアドベンチャー LAST EVOLUTION 絆? lett. "Digimon Adventure: Last Evolution Legami") è un film d'animazione giapponese del 2020, diretto da Tomohisa Taguchi, prodotto da Toei Animation e animato da Yumeta Company. Dodicesimo film dedicato all'universo di Digimon, è ambientato 5 anni dopo gli eventi di Digimon Adventure tri., che a sua volta si svolge 6 anni dopo la serie originale.

## Trama
Taichi è ora uno studente universitario, vive da solo, ma è ancora incerto sul suo futuro. Gli 8 ragazzi continuano a proteggere la città dai Digimon che finiscono nel loro mondo. Un giorno si verifica un fenomeno senza precedenti, i Digiprescelti scoprono grazie all'aiuto di una ricercatrice Menoa Bellucci, che quando cresceranno, la loro relazione con il loro partner Digimon terminerà.
Un timer a forma di anello si attiva sul loro Digivice, si rendono così conto che più combattono con il loro partner, più velocemente si spezzano i legami. Gli 8 ragazzi indagano quindi su questo strano fenomeno, con l'aiuto dei protagonisti di Digimon Adventure 02, che nel frattempo sono a New York.

## Promozione
Il primo trailer italiano del film è stato diffuso il 19 novembre 2021.

## Distribuzione
Il film è stato distribuito nei cinema giapponesi il 21 febbraio 2020 In Italia il film è stato nei cinema italiani come evento speciale da Koch Media dal 9 al 15 dicembre 2021.

## Digimon Adventure 20th Memorial Story
Digimon Adventure 20th Memorial Story (デジモンアドベンチャー20th メモリアルストーリー?) è una serie di 5 cortometraggi che non potevano essere inseriti nel film, dalla durata di 5 minuti ciascuno prodotti da Toei e distribuiti solo ai sostenitori del crowdfunding, i corti ritraggono la vita quotidiana dei protagonisti adulti e dei loro Digimon.
Il primo di questi, Sora e (空へ? lett. "A Sora"), è stato proiettato in Giappone dal 22 novembre 2019 al 9 gennaio 2020 distribuito poi anche online il 1º febbraio 2020.
Il secondo cortometraggio, Kokoro no ana (心 の 穴? lett. "Buco nel cuore"), è stato proiettato in Giappone dal 21 febbraio 2020 al 16 aprile 2020.
Il terzo, Igaku-sei Kido Jō (医学生・城戸丈? lett. "Studente di medicina, Joe Kido"), dal 10 luglio 2020 al 2 settembre 2020.
Il quarto corto, Akogare no Jogress Shinka (あこがれのジョグレス進化? lett. "L'evoluzione Jogress dei sogni"), dal 16 ottobre 2020 all'11 novembre 2020.
Il quinto corto, Panpu to Gotsu no Shibuya-kei buyū-den (パンプとゴツの渋谷系武勇伝 lett. "L'eroica saga in stile Shibuya di Pump e Gotsu"), è stato inserito insieme a tutti gli altri corti nel Blu-ray uscito il 25 dicembre 2020.
| #  | Titolo | Data d'uscita    | Data di distribuzione online (con sottotitoli inglesi) |
| -- | --- | ---------------- | ------------------------------------------------------ |
| 01 | Sora e (空へ? lett. "A Sora") | 22 novembre 2019 | 1º febbraio 2020                                       |
| 01 | Sora è preoccupata per il suo futuro, ma dopo aver capito che la cosa più importante sono i suoi amici, decide di prendere le distanze dalle battaglie e dalle responsabilità di bambina prescelta. | 22 novembre 2019 | 1º febbraio 2020                                       |
| 02 | Kokoro no ana (心 の 穴? lett. "Buco nel cuore") | 21 febbraio 2020 |                                                        |
| 02 | Fuori dall'ospedale dove è in tirocinio Joe, Agumon e Gabumon si ritrovano a confrontarsi e a parlare dell'ormai imminente separazione dai loro partner, ricordando tutti i bei momenti passati con loro e con gli altri bambini prescelti. | 21 febbraio 2020 |                                                        |
| 03 | Igaku-sei Kido Jō (医学生・城戸丈? lett. "Studente di medicina, Joe Kido") | 10 luglio 2020   |                                                        |
| 03 | Gomamon preoccupato per il futuro da medico di Joe, si fa aiutare da Agumon per mettere alla prova il suo partner e capire se abbia ancora paura del sangue. Durante una discussione tra i due, un'auto sta per investire Joe, ma Gomamon lo salva. Dopo essere stato curato, Joe rassicura il suo Digimon rivelandogli che ha superato la paura del sangue già da molto tempo.           | 10 luglio 2020   |                                                        |
| 04 | Akogare no Jogress Shinka (あこがれのジョグレス進化? lett. "L'evoluzione Jogress dei sogni") | 16 ottobre 2020  |                                                        |
| 04 | Piyomon e Palmon vogliono riuscire a fare l'evoluzione Jogress, così chiedono aiuto a V-mon, che parte alla ricerca di Wormoon per mostrare ai due Digimon una perfetta evoluzione Jogress. Nel frattempo però Piymon e Palmon trovano un metodo alternativo per fondersi. | 16 ottobre 2020  |                                                        |
| 05 | Panpu to Gotsu no Shibuya-kei buyū-den (パンプとゴツの渋谷系武勇伝? lett. "L'eroica saga in stile Shibuya di Pump e Gotsu") | 25 dicembre 2020 |                                                        |
| 05 | In un bar dove Gabumon e V-mon festeggiano il raggiungimento dell'età adulta, si presentano Pumpmon e Gotsumon, che iniziano a raccontare le loro eroiche avventure prima di unirsi all'esercito di Vamdemon, i due Digimon rivelano infine di aver inscenato la loro morte per vivere nascosti nel mondo umano e apprendere al meglio cosa significasse essere Digimon in stile Shibuya. | 25 dicembre 2020 |                                                        |

## Accoglienza
Daryl Harding di Crunchyroll recensì positivamente il film, considerandolo al pari dei cortometraggi di Digimon diretti da Mamoru Hosoda. Affermò inoltre che il film era una conclusione soddisfacente per il franchise.

## Sequel
Tra l'agosto 2021 e il luglio 2022 è stato annunciato un sequel intitolato Digimon Adventure 02: The Beginning. Il film fungerà da finale della serie per la storia di Digimon Adventure 02.